# 코트니 펠든

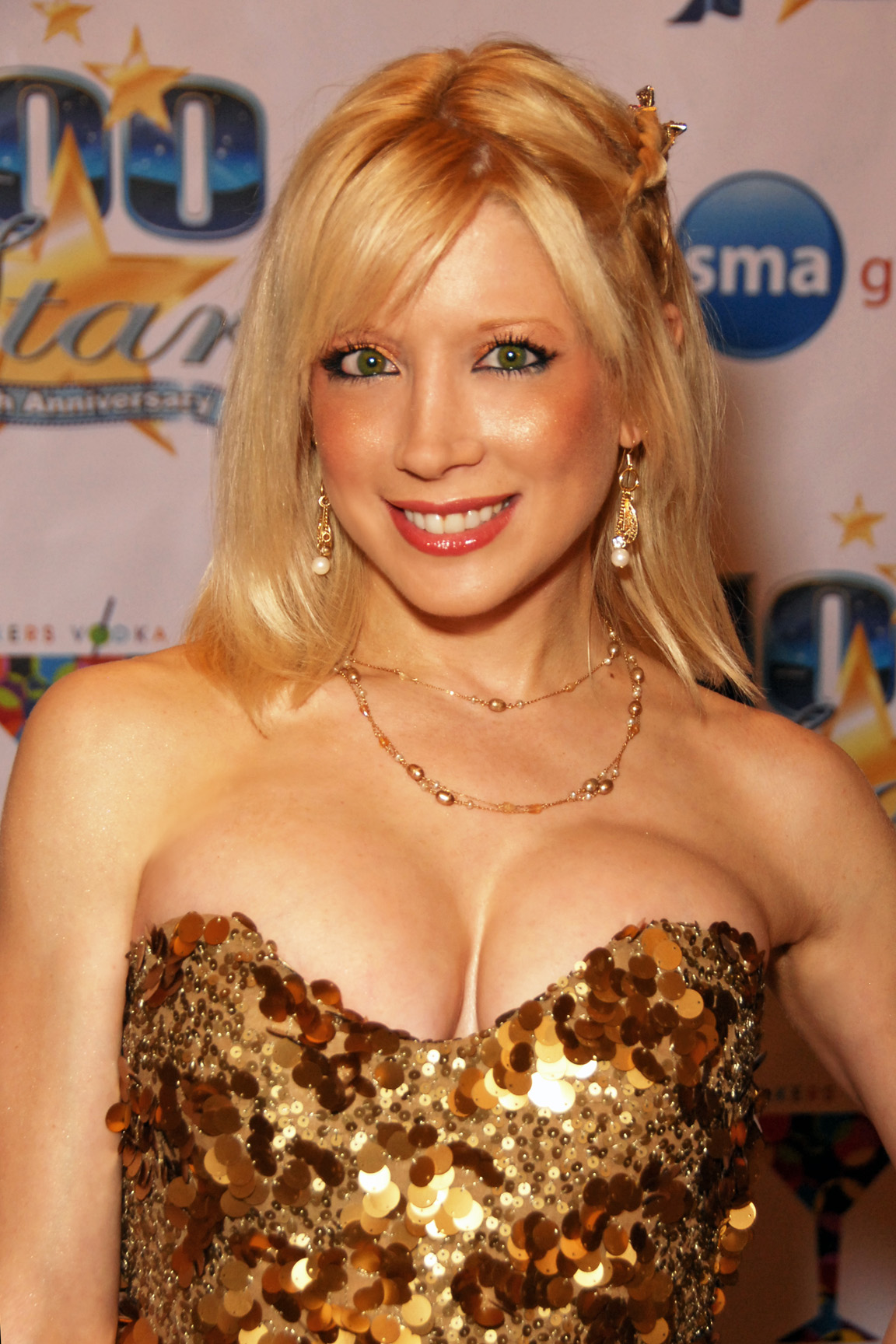

코트니 펠든(Courtney Peldon, 1981년 4월 13일 ~ )은 미국의 배우, 텔레비전 배우, 성우, 영화배우이다.
뉴욕에서 태어났다.

## 영화
- 겨울왕국 (2013년)
- 프리로더스 (2011년)
- 인에일리어너블 (2008년) - Dr. 아만다 메이필드 역
- 스트리트 오브 파이어 2 - 로드 투 헬 (2008년) - 애슐리 역
- 쿠스코? 쿠스코! - TV시리즈 (2006년)
- 시체들의 습격 (2005년) - 티나 역
- 첫 남자, 첫 경험: 아담과 이브 (2005년) - 패티 역
- 리얼리티 체크 (2002년)
- 사랑은 언제나 어려워 (2001년)
- 리틀 자이언트 (1994년)
- 누드 탈출 (1992년)
- 레니게이드 (1992년)
- 어드벤처 인 베이비시팅 (1989년)